# Watershed
Watershed es el noveno álbum de estudio de la banda sueca de death metal progresivo Opeth. Publicado por Roadrunner Records, el álbum primero fue lanzado digitalmente en las tiendas de iTunes europeas el 19 de mayo de 2008, y lanzado físicamente el 30 de mayo de 2008 en Europa continental, el 2 de junio de 2008 en el Reino Unido y el 3 de junio de 2008 en Norteamérica. El álbum fue grabado en los estudios Fascination Street en Orebro, Suecia, entre el 1 de noviembre y el 13 de diciembre de 2007. Watershed es el primer álbum con Martin Axenrot en la batería y Fredrik Åkesson en la guitarra. El material gráfico del álbum fue hecho por Travis Smith (quien hizo el material de los ocho trabajos anteriores de Opeth) en colaboración con Mikael Åkerfeldt.

## Lista de canciones
Todas las canciones fueron escritas por Mikael Åkerfeldt, excepto la pista número 5, escrita en colaboración con Fredrik Åkesson.
1. "Coil" – 3:10
2. "Heir Apparent" – 8:50
3. "The Lotus Eater" – 8:50
4. "Burden" – 7:41
5. "Porcelain Heart" (Åkerfeldt, Åkesson) – 8:00
6. "Hessian Peel" – 11:25
7. "Hex Omega" – 7:00

Todas las canciones publicadas por Imagem Music.

## Edición especial
La edición especial incluye un bonus DVD con el documental “Rehearsal Tapes”, el álbum en sonido 5.1 y tres bonus tracks:
1. "Derelict Herds" (Åkerfeldt, Wiberg) – 6:28
2. "Bridge of Sighs" (versión de Robin Trower) – 5:55
3. "Den ständiga resan" (versión de Marie Fredriksson) – 4:09

Estas canciones están mezcladas en sonido estéreo, no en 5.1.

## Mellotron Heart
Una pista titulada "Mellotron Heart" fue incluida en un CD promocional separado con un número limitado de copias del álbum. " Mellotron Heart " es una grabación alterna de la pista "Porcelain Heart" tocada en melotrón y sintetizadores mini-Moog. La cubierta del CD es la misma que el material gráfico del álbum estándar con la figura y el escritorio sustituido por un mellotron. La pista está también disponible como una descarga gratis exclusivamente para los que preordenaron el álbum en la página de The End Records.

## Personal
- Mikael Åkerfeldt: voces, guitarra, producción
- Fredrik Åkesson: guitarra
- Martín Méndez: bajo
- Martin Axenrot: Batería, percusión
- Per Wiberg: Teclados
- Nathalie Lorichs: Voz invitada en “Coil”
- Producido por Mikael Åkerfeldt y Jens Bogren
- Mezclado y masterizado por Jens Bogren

## Curiosidades
- La canción "Hessian Peel" contiene un verso grabado al revés que dice: - "Out on the courtyard, Come back tonight. My sweet Satan, I see you (Afuera en el patio, regresa esta noche. Mi dulce Satán, puedo verte)". Esta es una burla al supuesto verso grabado al revés de la canción Stairway to Heaven de Led Zeppelin, que dice: - “Here's to my sweet Satan (Aquí esta mi dulce Satán)”.

- En la portada trasera del álbum, la canción "The Lotus Eater" está escrita como "The Louts Eater."

- En la portada trasera, destaca el rostro del hombre en un marco, que en realidad es una foto de rompecabezas. Si se examina cuidadosamente, se puede observar que la imagen está compuesta por los diferentes rasgos faciales de los integrantes de la banda hasta formar una sola imagen.